# قوة عظمى في مجال الطاقة
القوة العظمى في مجال الطاقة هي الدولة التي تزود كميات كبيرة من موارد الطاقة (النفط الخام والغاز الطبيعي والفحم وما إلى ذلك) لعدد كبير من البلدان الأخرى، وبالتالي لديها القدرة على التأثير على الأسواق العالمية لاكتساب ميزة سياسية أو اقتصادية. روسيا هي القوة العظمى الأكبر في مجال الطاقة في العالم. ومن الدول الأخرى المملكة السعودية وكندا وفنزويلا وإيران. يقال إن الولايات المتحدة قوة عظمى محتملة في مجال الطاقة بسبب احتياطياتها الكبيرة من الغاز الصخري.
يمكن ممارسة القوة العظمى لنفوذها، على سبيل المثال، من خلال التأثير بشكل كبير على السعر في الأسواق العالمية، أو من خلال حجب الإمدادات. لا ينبغي الخلط بين «القوة العظمى في مجال الطاقة» وبين «القوة العظمى».

## الدول

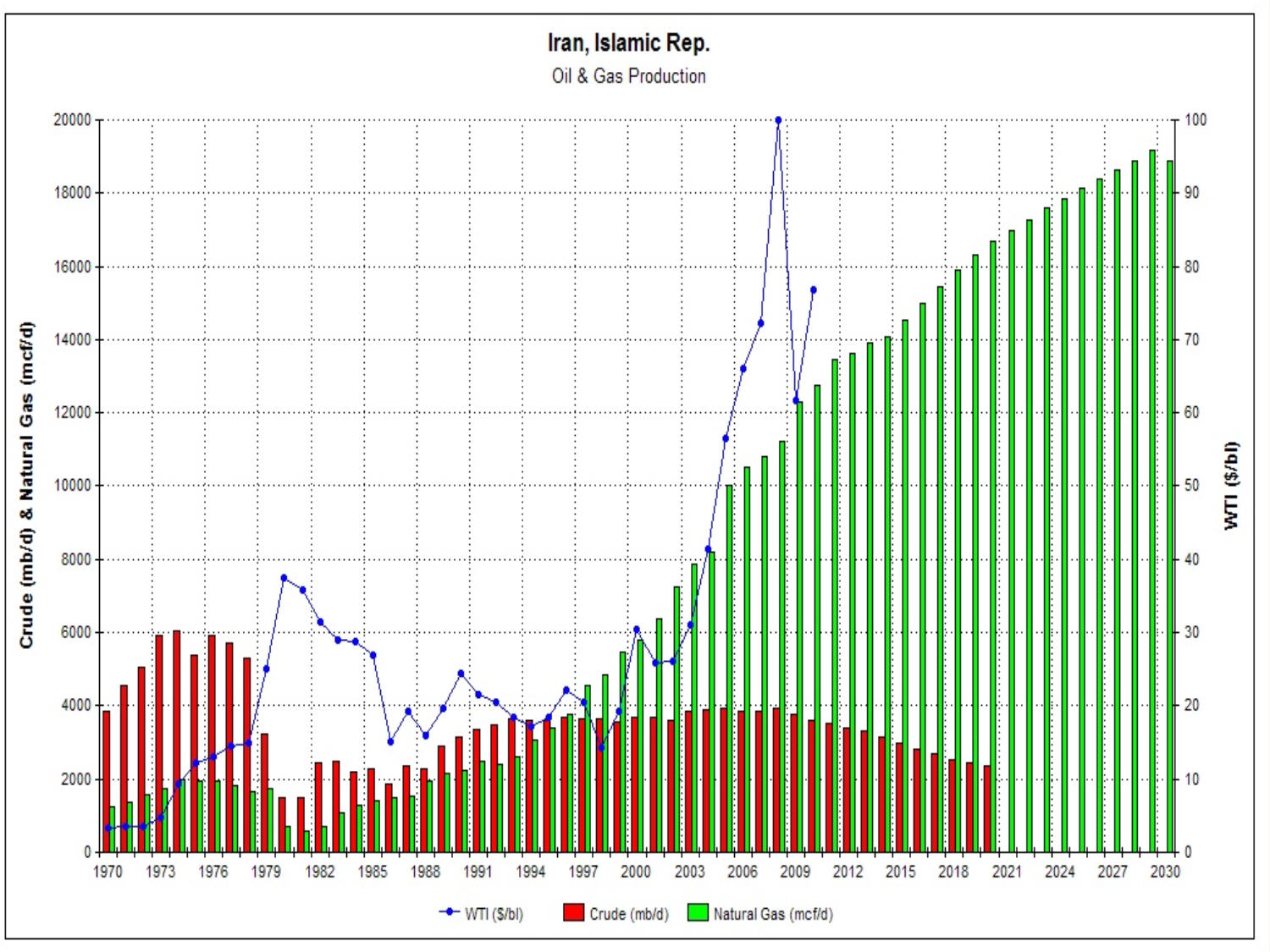
إنتاج النفط والغاز في إيران (بيانات 1970-2009، 2010-2030 المتوقعة)

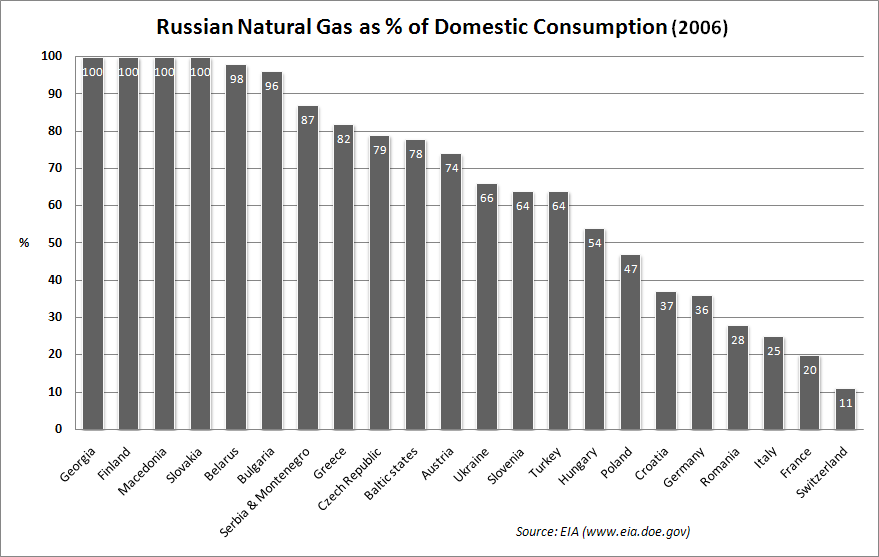
الدول المعتمدة على الغاز الطبيعي الروسي (2006)

ساعدت احتياطيات روسيا من الغاز الطبيعي في منحها لقب القوة العظمى في مجال الطاقة. ومع ذلك، فقد تم التشكيك في هذا الوضع من قبل البعض. وكما يقول فلاديمير ميلوف، من مؤسسة كارنيغي للسلام الدولي:
مفهوم «القوة العظمى في الطاقة» وهم لا أساس له في الواقع. ولعل الأمر الأكثر خطورة هو أنه لا يوضح التبعية المتبادلة بين روسيا ومستهلكي الطاقة. بسبب الصراعات السياسية وتراجع الإنتاج، من المحتمل حدوث اضطرابات في الإمدادات في أوروبا في المستقبل. نتيجة لذلك، من المحتمل أن تطالب شركات الغاز الأوروبية يومًا ما بإلغاء شروط الاستلام أو الدفع في عقودها الروسية. وهذا من شأنه أن يهدد قدرة شركة غازبروم على الاقتراض. قد تأتي محاولة بوتين لاستخدام الطاقة لزيادة النفوذ الروسي بنتائج عكسية على المدى الطويل.
وفقًا لمانيك تلواني، الجيوفيزيائي بجامعة رايس، هناك دولتان من المرجح أن تنضما إلى المملكة السعودية في الوصول إلى مكانة القوة النفطية العظمى: فنزويلا وكندا. مستشهداً باحتياطياتها الهائلة المحتملة (1.2 تريليون برميل محتملة لفنزويلا و1.75 تريليون برميل من النفط الرملي الكندية)، يعتقد تلواني أن لديهما الاحتياطيات لتصبحا قوى عظمى في مجال الطاقة في العقود القليلة المقبلة مع انخفاض إنتاج النفط في أماكن أخرى. ومع ذلك، كما يشير تلواني، يحتاج كلاهما إلى 100 مليار دولار أمريكي أو أكثر لزيادة مستويات إنتاجهما لتصل إلى مستويات القوى العظمى الحقيقية في مجال الطاقة.

## التهديدات

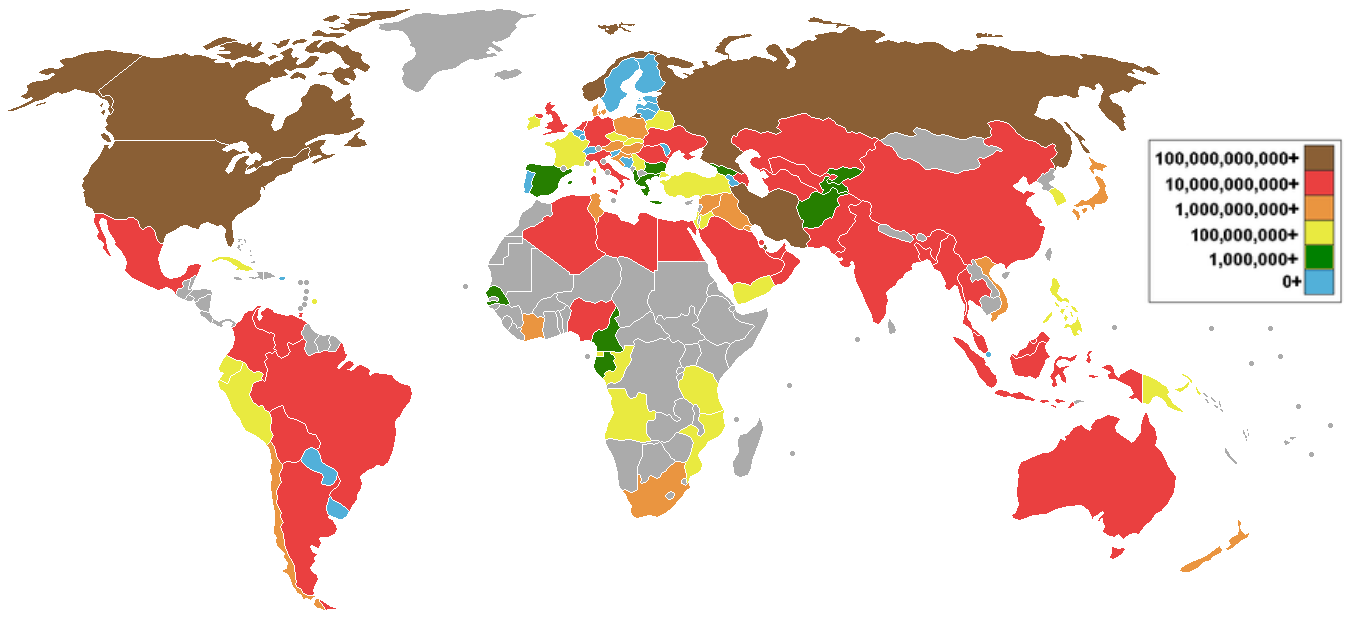
البلدان التي توجد فيها حقول الغاز الطبيعي.

في عام 2007، أعلنت القاعدة عن إستراتيجية جديدة لمحاربة الولايات المتحدة. وبدلاً من استهداف المصالح الأمريكية فقط بشكل مباشر في محاولة لشل حركتها، فإن القاعدة تعتبر قطع إمدادات الطاقة عن الولايات المتحدة أولوية قصوى. كما ورد بعد محاولة فاشلة عام 2006 في المملكة العربية السعودية:
«أي انقطاع كبير في الإمدادات من شأنه أن يؤدي إلى ارتفاع أسعار الطاقة. لو كان هجوم بقيق ناجحًا - أطلق الحراس النار على السيارات التي يقودها المفجرون، وفجروا المتفجرات بداخلها - يقول بعض الخبراء إن أسعار النفط كانت ستكسر على الأرجح جميع الأرقام القياسية. قد تؤدي الضربة الكارثية إلى توقف النقل وأجزاء أخرى من الولايات المتحدة واقتصادات العالم».

## ملحوظات
1. ↑  "The Future of Russia as an Energy Superpower". دار نشر جامعة هارفارد. 20 نوفمبر 2017. مؤرشف من الأصل في 2021-12-06. اطلع عليه بتاريخ 2021-02-22.
2. ↑  
"How Russia's energy superpower status can bring supersecurity and superstability. Interview with Leonid Grigoriev". Civil G8. 2006. مؤرشف من الأصل في 2021-02-28. اطلع عليه بتاريخ 2012-02-05.
3. ↑  
"Saudi Arabia's first step towards clean energy technologies". UNDP. مؤرشف من الأصل في 2012-05-28. اطلع عليه بتاريخ 2012-02-05.
4. 1 2  Canada: The next oil superpower? نسخة محفوظة 2007-02-06 على موقع واي باك مشين., by Manik Talwani. The New York Times 2003
5. ↑  Energy and the Iranian economy: hearing. 25 يوليو 2006. ISBN:9781422320945. مؤرشف من الأصل في 2020-11-23. اطلع عليه بتاريخ 2014-06-11.
6. ↑  Balamir Coşkun, Bezen (Winter 2009). "Global Energy Geopolitics and Iran" (PDF). International Relations Council of Turkey. ج. 5 ع. 20: 179–201. مؤرشف من الأصل (PDF) في 2014-04-01.
7. ↑  Fensom، Anthony (23 يناير 2013). "America: The Next Energy Superpower?". The Diplomat. مؤرشف من الأصل في 2021-06-10.
8. ↑  
"'Russia Won't Act Like an Energy Superpower': Making Promises that Can't Be Kept". Global Events Magazine. 15 سبتمبر 2006. مؤرشف من الأصل في 2008-08-28. اطلع عليه بتاريخ 2012-02-05.
9. ↑  How Sustainable is Russia's Future as an Energy Superpower?, by the Carnegie Endowment for International Peace, 16 March 2006 نسخة محفوظة 2021-06-22 على موقع واي باك مشين.
10. ↑  Russia: The 21st Century's Energy Superpower? نسخة محفوظة 2006-10-13 على موقع واي باك مشين., by Fiona Hill, The Brookings Institution, 5 October 2002
11. ↑  "How Sustainable is Russia's Future as an Energy Superpower?". Carnegieendowment.org. مؤرشف من الأصل في 2016-07-12. اطلع عليه بتاريخ 2012-02-07.
12. ↑  MacLeod، Ian (14 فبراير 2007). "Al-Qaeda calls for attacks on Canadian oil facilities". CanWest News Service. مؤرشف من الأصل في 2007-04-03. اطلع عليه بتاريخ 2007-04-06.